# Silnice I/28
Silnice I/28 je česká silnice I. třídy v Ústeckém kraji, která začíná v obci Skršín, kde se plynule napojuje na silnici I/15 a končí na mimoúrovňové křižovatce Louny-západ, kde se kříží s dálnicí D7 a plynule se napojuje na silnici II/255 do Žatce. Její celková délka 14,43 km ji řadí mezi nejkratší silnice první třídy. Její funkci je propojit město Most s dálnicí D7

## Vedení silnice
- Skršín
- Kozly
- Libčeves
- Raná
- Dobroměřice (Lenešice)
- Louny
- MÚK Louny-západ

## Modernizace silnice
Silnice I/28 s parametry již neodpovídajícími kategorii silnice I. třídy byla v letech 2000 až 2010 kompletně zmodernizována a zpřehledněna a byla zvýšena její bezpečnost. Modernizaci započala v roce 2000 stavba obchvatu Loun, který odklonil dopravu i z Dobroměřic (stavba „Silnice I/7 a I/28 obchvat Louny“). V roce 2001 bylo dokončeno přeložení dvoukilometrového úseku silnice I/15 (stavba „Přeložka silnice I/15 Skršín–Kozly“). Na tyto stavby pak navázala modernizace zbývajícího mezilehlého úseku Dobroměřice – Odolice z let 2009–2010, kterou byla ve třech etapách rozšířena komunikace z 9,5 m na kategorii S 11,5/80, vyrovnány terénní vlny, díky nimž nebylo možno předjíždět, upraveny křižovatky a dostavěny tři mosty přes Dobroměřický a Hrádecký potok a přes biokoridor Raná – Oblík.
| Číslo | Název               | Délka  | Kategorie | Zahájení výstavby | Uvedení do provozu | Křižovatky |
| ----- | ------------------- | ------ | --------- | ----------------- | ------------------ | ---------- |
| U57   | Dobroměřice–Odolice | 6,6 km | 11,5/80   | 06/2009           | 10/2010            |            |